# Metodologia
La metodologia è la disciplina che studia l'evoluzione (teorico-pratica) del lavoro di ricerca sulla base del metodo scientifico, accompagnandosi con «le linee interpretative che il ricercatore elabora e presenta a partire dalla propria soggettività e delle intenzioni che ha sviluppato nel corso della sua permanenza sul campo». L'assunzione di un modello metodologico permette di ottenere i risvolti scientifici del proprio lavoro.
Secondo altri una metodologia si può definire come:
1. "l'analisi dei fondamenti dei metodi, delle regole e dei postulati utilizzati in una disciplina";[3]
2. "lo studio sistematico dei metodi che sono, possono essere o sono stati utilizzati in una disciplina";[3]
3. è lo studio o la descrizione dei metodi.[4]

## Storia
Secondo la dottrina aristotelica «conoscenza e scienza consistono nel rendersi conto che le cause non fuoriescono da certi limiti». L'elemento essenziale che questo enunciato aggiunge è l'idea di paradigma: non si limita ad asserire l'esistenza di una congiunzione costante fra due fenomeni ma vuole affermare che oltre ad essere accompagnate dalla causa, l'effetto viene ad essere generato.
Un paradigma è un insieme di concetti, assunti e metodi condivisi dalla comunità scientifica, ed è sempre articolata internamente ad una teoria e si basa su un metodo. La teoria contiene più paradigmi ma non viceversa. Il paradigma si serve di un insieme di teorie per contribuire allo sviluppo di una data scienza. Il termine paradigma fu usato per la prima volta da Platone per indicare la costruzione di un insieme di preposizioni che contribuiscono a far progredire la conoscenza, per Aristotele invece il paradigma consisteva in un elemento didattico.
Tra la fine del XVI secolo ed i primi anni del successivo, con la diffusione della stampa, l'Europa assisteva alla nascita del libro scientifico illustrato. Dove l'immagine era utilizzata per commentare fenomeni scientifici e aspetti della realtà naturale. Accanto al metodo orale, quindi, si andava affermando quello testuale mediante manuali specializzati in date discipline:
- di equitazione;
- di mascalcia;
- di pirotecnica;
- di scacchistica;
- di meccanica (costruzione di orologi e di strumenti musicali);
- di astronomia (almanacchi corredati da tavole).

Nel XIX secolo con l'avvento della sociologia fu possibile escogitare nuovi metodi applicati allo studio della società. Il metodo utilizzato, in particolare, si basava sul principio logico e quello sperimentale. Logico perché era legittimo dedurre conseguenze che risultavano da premesse. Sperimentale perché designava l'osservazione e nel contempo l'esperimento. Tutte le teorie sociologiche contenevano concetti (parole o simboli) che rappresentavano un dato fenomeno, per es. l'anomia di Durkheim o l'alienazione di Marx. L'anomia di Durkheim, però, non è un paradigma bensì un concetto, il funzionalismo non è un paradigma ma una teoria.

## Descrizione
Una metodologia non rappresenta dei metodi o tecniche specifiche, tuttavia, deve specificare i vari procedimenti (e la loro logica intrinseca) che devono essere eseguiti, attraverso l'applicazione di processi, metodi e tecniche specifiche. Questi procedimenti costituiscono una specie di cornice concettuale ed operativa. Possono poi essere ulteriormente suddivisi in sub-procedimenti, essere combinati tra loro, e la loro sequenza variabile.
Una metodologia, quindi, può consistere nella descrizione di un processo, oppure può essere estesa ed includere delle teorie filosofiche, dei concetti epistemologici o delle idee progettuali correlate ad una particolare disciplina o campo d'indagine, in particolare in relazione a:
- Metodologia quantitativa: non guarda solo ai fatti bensì distingue tra fenomeni osservati e fenomeni reali;
- Metodologia qualitativa: si fonda su metodologie intrusive cioè si entra in contatto con gli attori principali cercando di capire il senso dell'azione compiuta dall'attore.

Concettualmente, la metodologia costituisce l'organizzazione concettuale di atti conoscitivi pratici (le tecniche e i metodi) secondo i presupposti e nel quadro generale di un'epistemologia. Si distingue in due approcci:
- Deduttivo: una volta elaborate le ipotesi ne viene richiesta la verifica attraverso il confronto coi dati provenienti dalla realtà oggettiva. Nelle scienze sociali i modelli deduttivi sono il funzionalismo, il conflittualismo, la scelta razionale.
- Induttivo: inizia con l'osservazione, quindi i concetti chiave emergono nella fase di ricerca. Ne sono esempi l'interazionismo simbolico, la fenomenologia, il positivismo.

### Principi di metodologia
1. Teoria: insieme di proposizioni organicamente connesse, astratte rispetto alla realtà empirica si tratta di una serie di definizioni che, collegate logicamente tra loro, costituiscono lo schema concettuale generale dal quale vengono dedotte le supposizioni particolari (ipotesi) sui fenomeni concreti da indagare.
2. Ipotesi: proposizione che implica una relazione fra due o più concetti (= valore semantico di segni linguistici e immagini mentali) prodotti da un processo di deduzione.
3. Unità di analisi: singolo elemento (persone o particolari categorie sociali, specie animali, documenti, files audio, filmati video, etc.) che forma il collettivo statistico (tutti i bambini fino a 3 anni) che a sua volta è l'insieme di ciascuna unità di analisi (il bambino Tizio).
4. Proprietà: le caratteristiche che il ricercatore intende rilevare per ciascun oggetto che intende studiare (altezza, peso, dimensione, altitudine, intensità narrativa) in relazione alle unità di analisi. Anche per le proprietà, il ricercatore deve stabilire il complesso di regole che guidano le operazioni aritmetiche attraverso cui lo stato di un determinato caso è rilevato su una determinata proprietà.
5. Indicatori: se una proprietà non suggerisce adeguatamente una definizione operativa c'è bisogno di altre definibili operativamente. Per es. il concetto A suggerisce direttamente una definizione operativa: diventa variabile attraverso una serie di operazioni quali l'osservazione diretta o l'inchiesta campionaria, invece il concetto B non suggerisce direttamente una definizione operativa, in questo caso il concetto indicatore fornisce informazioni sul concetto B più generale.

### Causalità ed esperimento
Per poter dimostrare empiricamente un'ipotesi causale fra due variabili, il ricercatore deve osservare la relazione fra causa (X) ed effetto (Y). Oltre all'analisi della covariante (così come si presentano le situazioni non manipolate), si può ricorrere all'esperimento cioè in una situazione artificiale (laboratorio). Ma mentre nel primo caso si osserva come le variazioni di X si accompagnano a quelle di Y in un contesto naturale, nel secondo caso il ricercatore produce una variazione di X in una situazione artificiosa, cioè manipola dall'esterno la variabile indipendente; poiché la maggior parte delle variabili non è manipolabile, si ricorre all'analisi della covariante anziché all'esperimento.
La differenza fra un esperimento di laboratorio e quello sul campo consiste nel fatto che mentre il primo si realizza in una situazione artificiale, il secondo si realizza in un contesto reale. Il laboratorio permette di creare situazioni e di effettuare rilevazioni che non sono possibili in natura.
Gli esperimenti sul campo dimostrano come i rapporti interpersonali sono condizionati dal contesto strutturale nel quale si trovano ad agire le persone. Il metodo sperimentale si compone di due fasi successive: controllo e simulazione. A titolo di esempio si veda il seguente esperimento:
Negli anni sessanta Albert Bandura effettuò una ricerca sugli effetti imitativi, di natura aggressiva, indotti nei bambini a seguito dell'esposizione a scene di violenza trasmesse della TV. Novantasei bambini furono suddivisi casualmente tra quattro gruppi da ventiquattro persone ciascuno: un gruppo cd. di “controllo”, cioè in combutta col ricercatore, non fu esposto ad alcun stimolo, gli altri tre gruppi, cd. sperimentali, cioè ignari sulle intenzioni del ricercatore, furono esposti rispettivamente a una “simulazione”, un filmato e un cartoon. Il bambino era poi condotto in una sala dove c'erano giocattoli aggressivi. I risultati evidenziarono una forte influenza dell'effetto d'imitazione. I bambini esposti alle scienze violente ebbero pattern aggressivi in misura doppia rispetto al gruppo di controllo.

## Tipi di metodi

### Nelle scienze sociali

#### Ricerca azione
Considera gli informatori come veri e propri protagonisti dell'intervento con i quali instaura un rapporto di collaborazione che non si limita solo a definire i bisogni ma anche a condividere le proposte idonee a soddisfarli. Poiché la collaborazione è condizionata dal carisma del ricercatore, tale metodo presenta severi limiti di applicabilità.

#### Analisi d'ambiente
Raccoglie fatti, dati e informazioni sul territorio che successivamente elabora ed interpreta secondo un quadro teorico che si chiama profilo. Sebbene il ricercatore e gli informatori hanno ruoli e compiti ben distinti, risente troppo dell'impostazione clinica da cui è tratto il modello.

#### Focus group
Il focus group è un metodo di ricerca empirica di tipo qualitativo per ottenere dati su un argomento definito tramite l'interazione dei membri di un gruppo. Il ricercatore veste i panni del moderatore utilizzando una traccia simile alle interviste in profondità, ma a differenza di queste non effettua domande dicotomiche (per es. vero-falso) ma si limita ad orientare la discussione sull'argomento prescelto.

#### Inchiesta campionaria
Si tratta di un metodo di rilevazione di informazioni rivolto a soggetti appartenenti a un campione rappresentativo mediante una procedura standardizzata (interviste, sondaggi, questionari) per la quale a degli informatori sono poste delle domande in base ad una certa formulazione, allo scopo di studiare le relazioni esistenti tra le variabili. Nell'inchiesta campionaria il ricercatore non si limita a esplorare e descrivere ma intende anche verificare le ipotesi.

#### Osservazione partecipante
Instaura una collaborazione con gli informatori, ma a differenza del action research, non rileva le proposte né le eventuali soluzioni ai bisogni e ai problemi osservati. L'osservazione è impersonale: gli informatori sono consapevoli della presenza del ricercatore ma non possono interagire con lui.

#### Tecnica delle scale
Si tratta dell'insieme di procedure per rilevare concetti complessi utilizzando una serie di indicatori (item) che sono considerati elementi di un concetto più generale. L'applicazione più frequente di questa tecnica è la misura degli atteggiamenti e delle opinioni. La scala dunque è un insieme di item formulati sotto forma di domande.

#### Sociometria
Si pone l'obiettivo d'individuare la rete di relazioni fra i membri di un gruppo sociale formulando una serie di domande sulle preferenze nei confronti degli altri membri. Questo test è raccomandato per l'analisi di gruppi strutturati (per es. gruppi di pari).